# 建築倉庫ミュージアム
建築倉庫（けんちくそうこ）は2016年に開設された建築模型専門博物館。
2020年からは寺田倉庫のWHAT MUSEUMの一部となり、建築家や設計事務所から預かった800点以上の建築模型を保管し、その一部を公開している。。

## 概要
模型を「展示しながら保存する」をコンセプトに、国内唯一の建築模型専門展示・保存施設として2016年6月天王洲アイルに「建築倉庫ミュージアム」としてオープンした。
2020年12月に新設された「WHAT MUSEUM」内で、「建築倉庫」と名を改め引き続き模型の展示や建築にまつわる展覧会を開催している。
2025年3月に体験型エリアを備えたスペースがリニューアルオープンした。